# Linea KTX Honam
La linea KTX Honam (호남고속선 - 湖南高速線) è una ferrovia ad alta velocità sudcoreana, a scartamento ordinario, in costruzione e che collegherà Seul e Mokpo con un percorso di 352,7 km (di cui circa 122 in comune con la linea Gyeongbu). Sulla linea correranno i treni ad alta velocità Korea Train Express (KTX). Al momento il servizio è attivo sulla linea Honam tradizionale fra Osong e Mokpo, con tempi di percorrenza quindi non in linea con l'alta velocità.

## Storia

### Origine del progetto
I primi studi di fattibilità nel 2003 giunsero alla conclusione che la domanda non avrebbe giustificato la costruzione di un'intera linea, e così si propose di realizzare la ferrovia in due fasi.  La prima fase, da completarsi entro il 2015, comprende la costruzione di una nuova stazione per l'alta velocità a sud di Seul che si interconnetta sulla linea Gyeongbu, e quindi una diramazione da quest'ultuma alla città di Iksan, parallela all'attuale linea Honam tradizionale.  La seconda fase, da completarsi entro il 2020, includerebbe dei binari esclusivi per la linea Honam paralleli alla linea Gyeongbu, e l'estensione da Iksan a Gwangju e Mokpo, sempre parallela alla linea storica Honam. Il costo dell'intero progetto è stimato a 10.378,6 miliardi di won.
Nel 2006 venne approvato il piano definitivo, nel quale il finanziamento per i 182,75 km della linea da Osong a Gwangju venne stimato in 8.569,5 miliardi di won. La seconda fase, i 48,74 km rimanenti per Mokpo verranno terminati entro il 2017 a un costo di 2.002,2 miliardi di won. Una volta completate le due fasi, i viaggi fra Seul e Mokpo saranno di 1 ora e 46 minuti. La sezione Osong-Iksan verrà inizialmente utilizzata anche per i test del materiale rotabile, e disporrà di catenaria e strumentazioni speciali.
Il progetto è finanziato per il 50% direttamente dai fondi governativi, e per il 50% da mutui.

### La costruzione
I lavori per realizzare la ferrovia sono iniziati nel dicembre 2009, in tre sezioni sui 182 km che separano Osong e Gwangju. La cerimonia di inizio lavori partì il 4 dicembre 2009 alla presenza del presidente Lee Myung-Bak presso la stazione di Gwangju-Songjeong. Nel settembre 2010 i lavori erano al 9,6%, e il progetto totale è arrivato a 12.101,7 miliardi di won.
La linea intera da Osong a Mokpo includerà 111,7 km di viadotti (48,35%) e 49,12 km di tunnel (il 21,26%).

## Stazioni
I treni fermeranno a sei stazioni lungo la linea:
| Stazione          | Coreano (Hangeul) | Coreano (Hanja) | Distanza totale | Distanza da Seul | Tempo di viaggio (tutte le fermate) | Tempo di viaggio (fermate limitate) |
| ----------------- | ----------------- | --------------- | --------------- | ---------------- | ----------------------------------- | ----------------------------------- |
| Osong             | 오송              | 五松            | 0.00 km         | 121.78 km        | 0h46m                               | -                                   |
| Namgongju         | 남공주            | 南公州          | 43.82 km        | 165.60 km        | 0h59m                               | -                                   |
| Iksan             | 익산              | 益山            | 89.52 km        | 211.30 km        | 1h13m                               | 1h09m                               |
| Jeongeup          | 정읍              | 井邑            | 131.75 km       | 253.53 km        | 1h25m                               | -                                   |
| Gwangju-Songjeong | 광주성정          | 光州松汀        | 182.25 km       | 304.03 km        | 1h41m                               | 1h33m                               |
| Mokpo             | 목포              | 木浦            | 230.99 km       | 352.77 km        | 1h55m                               | 1h46m                               |